# Druidismo

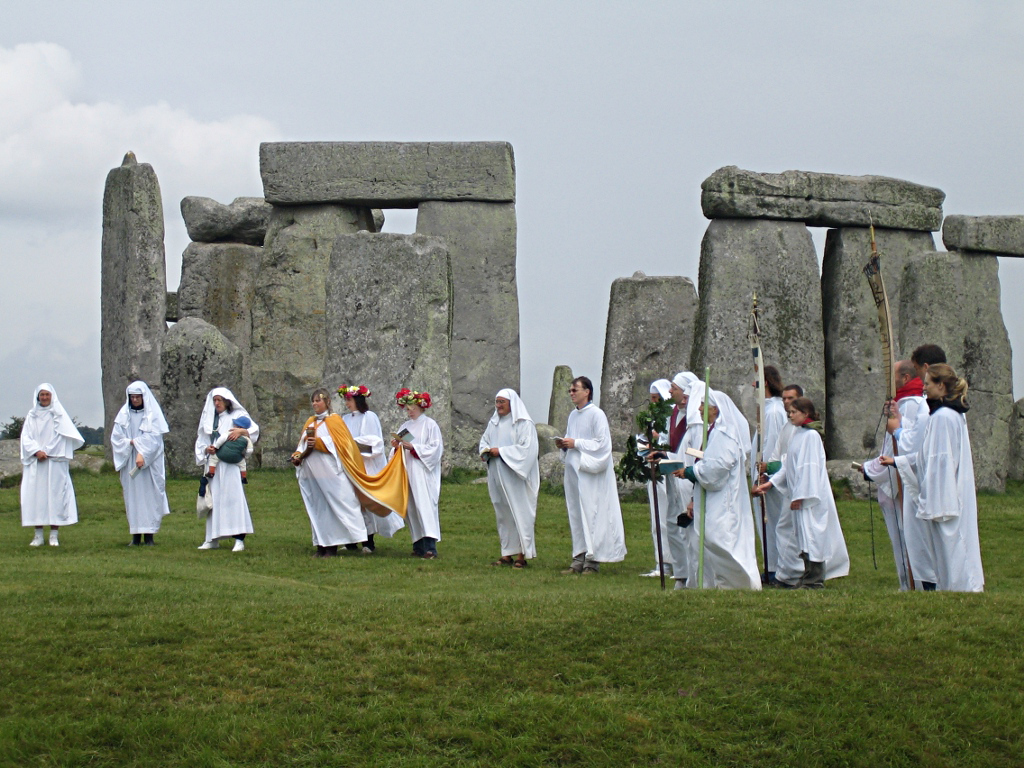
Druidi a Stonehenge, Wiltshire, Inghilterra.

Il druidismo è una religione parte del fenomeno cosiddetto di neopaganesimo, basata sulla religione celtica e specificamente sulla sapienza druidica. Si tratta di un insieme di ordini druidici e associazioni religiose sorte in principio nelle Isole Britanniche e in Bretagna (Francia) e successivamente anche in diverse regioni della Spagna, in Austria e in Italia settentrionale.

## Druidismo in Europa
Il neodruidismo nacque nel '700 illuminista parallelamente al nuovo corso spiritualista della Massoneria. William Blake diede impulso alla sua diffusione nella cultura popolare, mentre l'interesse da parte degli storici iniziò a manifestarsi solamente a partire dal Romanticismo.

### Druidismo nel Regno Unito
Nel XVIII secolo alcune società segrete in Regno Unito Bretagna iniziarono ad utilizzare simboli druidici, come l'Antico ordine dei druidi e la Chiesa del Legame Universale. Queste organizzazioni si ispirarono a Iolo Morganwg per le loro filosofie e simbologie, includendo l'uso della Preghiera del druido. Molti di questi insegnamenti furono in seguito definiti senza fondamenti storici e furono generalmente rigettati dalle successive organizzazioni druidiche. L'Antico ordine dei druidi sopravvisse sino all'epoca odierna. 
Gli interessi esoterici di Winston Churchill comprendevano anche il druidismo.
Nel 1964 quando Robert MacGregor Reid, a capo dell'Ordine in quel tempo, morì, l'elezione a nuovo capo di Thomas Maughan causò la nascita di alcune guerre intestine. Conseguentemente l'Ordine subì uno scisma, dividendosi in due fazioni fino a quando non venne eletto un nuovo leader: Philip Ross Nichols.
Negli ultimi decenni in Regno Unito si è registrata un'esplosione di nuove organizzazioni druidiche, e oggi si incontrano (secondo Carr-Gomm 2000: 1-4):
- l'Antico ordine dei druidi, fondato nel 1791 da Henry Hurle, con oltre 3000 aderenti, la maggiore organizzazione druidica in Regno Unito;
- l'Antico ordine dei druidi unito, sorto nel 1833 da una scissione dell'Ordine;
- l'Ordine dei druidi di Glastonbury, fondato nel 1988;
- l'Ordine secolare dei druidi, fondato nel 1986;
- l'Ordine druidico universale, costituito nel 1988 intorno allo scrittore W.B. Crow;
- l'Antico ordine druidico, frazione dell'antico ordine;
- il Collegio di druidismo di Edimburgo, fondato da Kaledon Naddair;
- l'Ordine dei Bardi, Ovati e Druidi, costituito nel 1964.

Nel febbraio 2003 fu lanciato The Druid Network, risorsa di informazioni e ispirazioni sulla religione druidica, le sue pratiche e la sua storia.

### Altre organizzazioni druidiche europee
Nel gennaio 2003, il Nuovo ordine dei druidi fu fondato da David Dom in Belgio. È un'organizzazione online che offre insegnamenti tramite Internet. L'associazione ha tre obiettivi primari: insegnare, crescere e cambiare. Il Nuovo ordine dei druidi aprì il suo primo centro il 2 settembre 2005 ad Anversa, Belgio.
Un'altra organizzazione druidica belga è la Sede druidica di Glastoratin, fondata nel 2003, e la Albidatla Druidion Arduina o Assemblea universale dei druidi di Arduina, un'associazione francese in Belgio fondata da Raphaël Zander nel 1998.
Nel 1980, Gwenc'hlan Le Scouëzec divenne il Grande Druido di Brittany in Francia.
Altre associazioni europee sono:
- L'Ordine dei Guardiani della Tradizione Druidica. (Italia, fondato dal Druido Tabos e la Druida Kerniel dopo dieci anni di studio in Bretagna nell'Ordre du Tribann e dopo essere stati consacrati Druidi.)
- L'Ordine Druidico Italiano affiliato all'Ordine dei Bardi Ovati e Druidi Inglese fondato in Italia nel 2009
- Il Druid Clan of Dana, fondato da Lady Olivia Robertson e suo fratello Lawrence Durdin-Robertson nel 1992 in Irlanda e rappresentato in Italia dalla Triplice Cinta Druidica e dal grove del Sacro Fuoco Celeste, che ne portano avanti i principi e la cerimonialità
- Il Circolo dell'Ambra. (Francia)
- La Congregazione druidica d'Iperborea, fondata nel 1982. (Francia)
- Il Credo celtico mondiale o Assemblea dei fedeli alla dea Ana, fondata nel 1936 da Raffig Tullou. (Francia)
- L'Ordine di Clochsliaph,  a Berlino, Germania, fondata da Uwe Eckert nel 2002.

## Druidismo in America

### I Druidi Riformati
La fondazione dei Druidi riformati del Nord America, o RDNA, fu introdotta al College di Carleton, Northfield, Minnesota, nel 1963. Questa organizzazione è chiamata generalmente il Bosco di Carleton o Bosco Madre. È l'organizzazione centrale da cui si sono scissi nel tempo altri gruppi.
L'organizzazione ha incontrato numerose difficoltà ad affermarsi a causa del college stesso. Infatti l'organizzazione richiedeva la conoscenza della mitologia celtica, la celebrazione di funzioni religiose druidiche e la non partecipazione dei membri alle funzioni religiose nella chiesa della scuola. A causa di questo venne più volte disapprovata dall'amministrazione cristiana del college.

### Altre fondazioni
Robert Larson, un sacerdote ordinato a Carleton nel 1963/1964, si trasferì a Berkeley, California nel 1966, e qui conobbe Isaac Bonewits. Insieme fondarono una piccola congregazione con affinità alle tradizioni wiccane. Al giorno d'oggi il maggiore gruppo nato dai RDNA è Ár nDraíocht Féin (ADF o Il nostro Druidismo, in irlandese). I membri sono concentrati sulla costa orientale degli USA, a New York e New Jersey, ma esistono branche del gruppo anche in Europa.

## Liturgia druidica

### Feste e principi
Le cerimonie druidiche includono incontri in luoghi boscosi, tenuti solitamente una volta alla settimana, anche se molti gruppi si basano sul calendario lunare. 
Nelle cerimonie viene celebrata l'assunzione rituale degli alcolici (Scotch o Whiskey irlandese allungato con acqua) chiamati acqua della vita (uisce beatha), vengono intonati canti e recitati sermoni e possono essere ordinati nuovi sacerdoti.
I maggiori giorni sacri sono quelli in cui cadono i solstizi, gli equinozi e i festival (Sabbat). Possono essere allestite feste e banchetti con danze in cerchio e cantici. Non sono necessariamente collettivi, ognuno può festeggiare anche personalmente.
Un valore fondamentale è quello dell'ecologia, vista come unica via attraverso cui mantenere il legame naturale tra l'uomo e gli spiriti della natura, attraverso il rispetto e il mantenimento di quest'ultima.
La liturgia dell'ADF è considerabile più complessa di quella dell'RDNA, basata sulle teorie di Bonewits e sul modello di venerazione indo-europeo.

## Teologia e cosmologia
Centrale è il concetto dell'Awen, principio e forza cosmica, cui si affiancano le divinità tradizionali della religione celtica, tra cui:
- Cernunnos, il dio Cervo chiamato spesso anche Re Cervo;
- Mórrígan, la dea della guerra rappresentata sotto le spoglie di un corvo;
- Lúg, il dio della luce e di tutte le arti; e altre.